# North American FJ-2/-3 Fury
I velivoli North American FJ-2 ed FJ-3 furono due versioni dell'aviogetto North American FJ Fury realizzate dalla statunitense North American Aviation nel corso degli anni cinquanta.
Identificati rispettivamente con la sigle di fabbrica NA-181 ed NA-194 rappresentavano un'evoluzione del precedente FJ-1 (differenziandosene per l'ala a freccia e per la diversa motorizzazione) e discendevano direttamente dalla variante basata a terra F-86E Sabre.
Vennero impiegati in servizio operativo dall'United States Navy e dall'United States Marine Corps.

## Storia del progetto

### FJ-2
La cautela mostrata dalla US Navy nell'adottare velivoli imbarcati con ala a freccia, si scontrò con la netta superiorità evidenziata dal MiG-15, alla sua comparsa sulle scene della guerra di Corea, rispetto ai modelli fino ad allora in servizio.

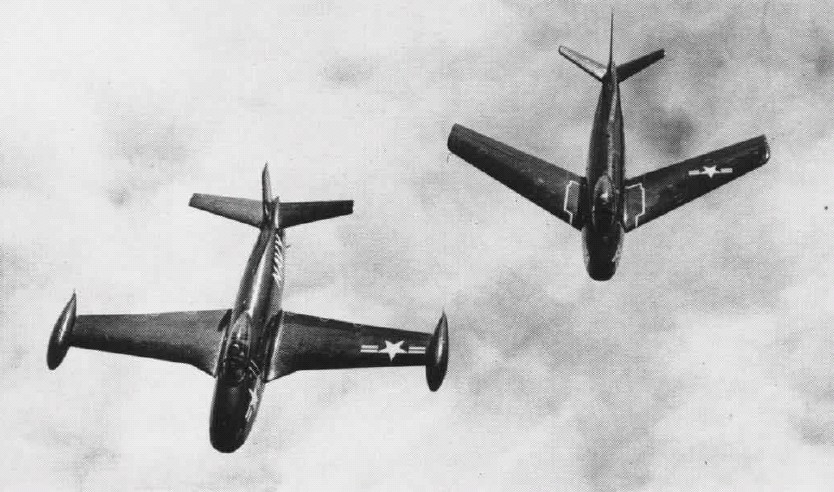
Un FJ-1 ed un FJ-2 in volo affiancato mettono in luce l'evoluzione del progetto.

Al fine di colmare il gap maturato fino ad allora, la soluzione più immediata apparve quella di sviluppare una versione "navale" dell'eccellente F-86 Sabre, a sua volta versione "terrestre" dell'FJ-1 Fury. Nacque così la proposta della North American che nel marzo del 1951 si vide assegnare dalla Marina un contratto per tre prototipi, che vennero realizzati partendo dalla versione F-86E del Sabre.
In merito a questi tre prototipi le notizie non sono concordi: mentre da alcuni i primi due vengono indicati come velivoli privi di armamento destinati a testare le modifiche utili all'impiego sulle portaerei (in particolare il gancio di coda, i punti di rinforzo per il decollo assistito dalla catapulta e le gambe del carrello d'atterraggio di maggior lunghezza al fine di migliorare gli angoli d'attacco nelle fasi di decollo ed appontaggio) ed il terzo viene considerato destinato a testare l'armamento (che prevedeva l'installazione di 4 cannoni da 20 mm in luogo delle precedenti sei mitragliatrici da 12,5 mm), altri considerano questo terzo velivolo come appartenente ad una versione destinata all'appoggio tattico. Questo terzo prototipo (indicato in tutti i casi con la sigla XFJ-2B) fu il primo a levarsi in volo, il 27 dicembre 1951.
I due XFJ-2 svolsero nel corso dell'anno successivo le prove dalla portaerei e si dimostrarono a malapena adeguati; la sospensione dei combattimenti in Corea determinò la drastica riduzione degli ordini che si arrestò a duecento esemplari di serie, che furono realizzati tra il 1952 ed il 1954.

### FJ-3
Nella consapevolezza dei limiti evidenziati dalla versione FJ-2, la North American iniziò a lavorare (già dal mese di marzo del 1952) su una variante ulteriormente aggiornata del Fury: designata internamente NA-194 adottava il motore Wright J65, copia prodotta su licenza del britannico Armstrong Siddeley Sapphire.
Già nel seguente mese di aprile le autorità statunitensi avanzarono un ordinativo per 389 esemplari della nuova versione FJ-3 il cui prototipo, ricavato da una cellula di FJ-2 modificata, volò per la prima volta il 3 luglio del 1953. La produzione in serie, avvenuta tra il 1953 ed il 1955, realizzò complessivamente 458 unità. Alcune modifiche realizzate al fine di consentire l'impiego del missile aria-aria AIM-9 Sidewinder riguardarono un certo numero di esemplari (ancora una volta le fonti non concordano ed il numero indicato oscilla tra 80 e 113) che ricevettero la designazione FJ-3M.

## Tecnica

### Struttura

Schema esplicativo dello sviluppo della famiglia di velivoli North American Fury e Sabre.

Il processo evolutivo del Fury fu particolarmente evidente nel passaggio dalla versione FJ-1 a quella FJ-2, tanto che alcuni indicarono il nuovo velivolo come un progetto a sé stante, da identificare come un nuovo modello (nello specifico F2J) in ossequio al sistema all'epoca in auge.
Sostanzialmente l'FJ-2 discendeva dal progetto dell'F-86 Sabre, prima versione con ala a freccia derivata dal prototipo del primo Fury.
La modifica più marcata riguardava quindi il passaggio dell'ala dalla pianta dritta a quella a freccia (in questo caso con angolo di 35°); altra modifica considerevole fu quella di dotare l'ala del Fury della possibilità di ripiegarsi su se stessa, al fine di ridurre l'ingombro negli hangar delle portaerei (tale caratteristica era assente, ovviamente, nel Sabre ma anche nel primo Fury). Altre modifiche sostanziali vennero apportate ai piani di coda che impiegarono la soluzione con l'intero piano orizzontale mobile, in funzione di equilibratore. I piani orizzontali formavano con la deriva un angolo retto, diversamente da quelli dell'F-86E che caratterizzavano il Sabre con il loro angolo diedro positivo.
Nel passaggio tra la versione FJ-2 e la FJ-3 furono costituite prevalentemente dalla rivisitazione delle ali, con modifiche ai bordi d'attacco che comportarono l'incremento di circa il 10% della superficie complessiva, del motore impiegato (completamente nuovo) e della presa d'aria di maggiori dimensioni.
In un secondo momento sui velivoli della serie FJ-3, venne installata una sonda per il rifornimento in volo disposta al di sotto della semiala sinistra.

### Motore

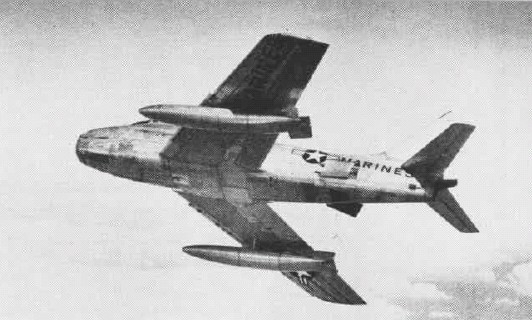
Un Fury della versione FJ-2 del Marine Fighter Squadron VMF-235 dei Marines; si notino i freni aerodinamici parzialmente aperti.

Il motore installato sull'FJ-2 fu il General Electric J47-GE-2 (capace di produrre 26,5 kN di spinta), anch'esso (come l'Allison J35 dell'FJ-1 e come tutti i motori installati sul Fury e sul Sabre) turbogetto a flusso assiale.
Per la versione FJ-3 la North American fece ricorso ad un motore di origine britannica, installando il Wright J65 (come detto, copia prodotta su licenza dell'Armstrong Siddeley Sapphire) grazie al quale la spinta disponibile saliva a 34,2 kN.

### Armamento
Anche per quanto riguarda le dotazioni offensive l'FJ-2 si differenziava sostanzialmente dalla versione iniziale del Fury, impiegando quattro cannoni calibro 20 mm in sostituzione delle sei mitragliatrici calibro 12,7 mm (0.50 in) impiegate sia dall'FJ-1 che dall'F-86E. Vennero inoltre introdotti due piloni subalari che potevano alloggiare indifferentemente carichi di caduta o serbatoi supplementari di carburante.
L'FJ-3 mantenne la stessa dotazione in fusoliera mentre il numero di piloni subalari venne incrementato a quattro che, negli ultimi esemplari usciti dalle linee di montaggio (i già citati FJ-3M), potevano alloggiare due missili aria-aria Sidewinder (nel pilone interno di ogni semiala).

## Impiego operativo

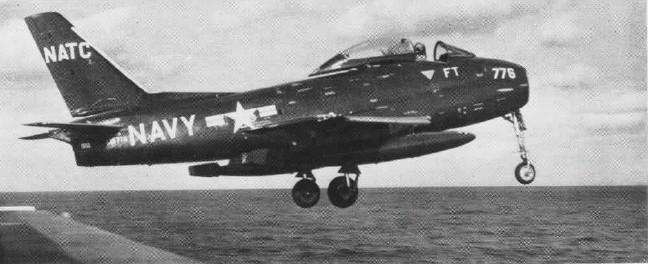
Un Fury della serie FJ-3 durante le prove a bordo della portaerei nel 1955.

Entrati in servizio troppo tardi per partecipare alle operazioni della guerra di Corea, i Fury della versione FJ-2 furono impiegati prevalentemente dall'US Marine Corps e da reparti operanti da basi terrestri, in ragione delle loro caratteristiche poco adatte all'impiego dalle portaerei. La US Navy impiegò complessivamente una cinquantina di esemplari (con i quali provvide a rimpiazzare i caccia Vought F6U Pirate) mentre tra i reparti dei Marines il Fury raccolse l'eredità dei Corsair.
La versione FJ-3 venne, al contrario, accettata con molto più entusiasmo dalla US Navy che la impiegò per equipaggiare fino ad un massimo di 12 Squadron. I Fury della versione FJ-3 erano in servizio ancora nel 1962 quando vennero unificate le designazioni operative dei velivoli; a partire da quell'anno la sigla di designazione del Fury passò da FJ a F-1 e la versione FJ-3 divenne F-1C; allo stesso modo gli esemplari FJ-3M mutarono designazione in MF-1C.

## Versioni

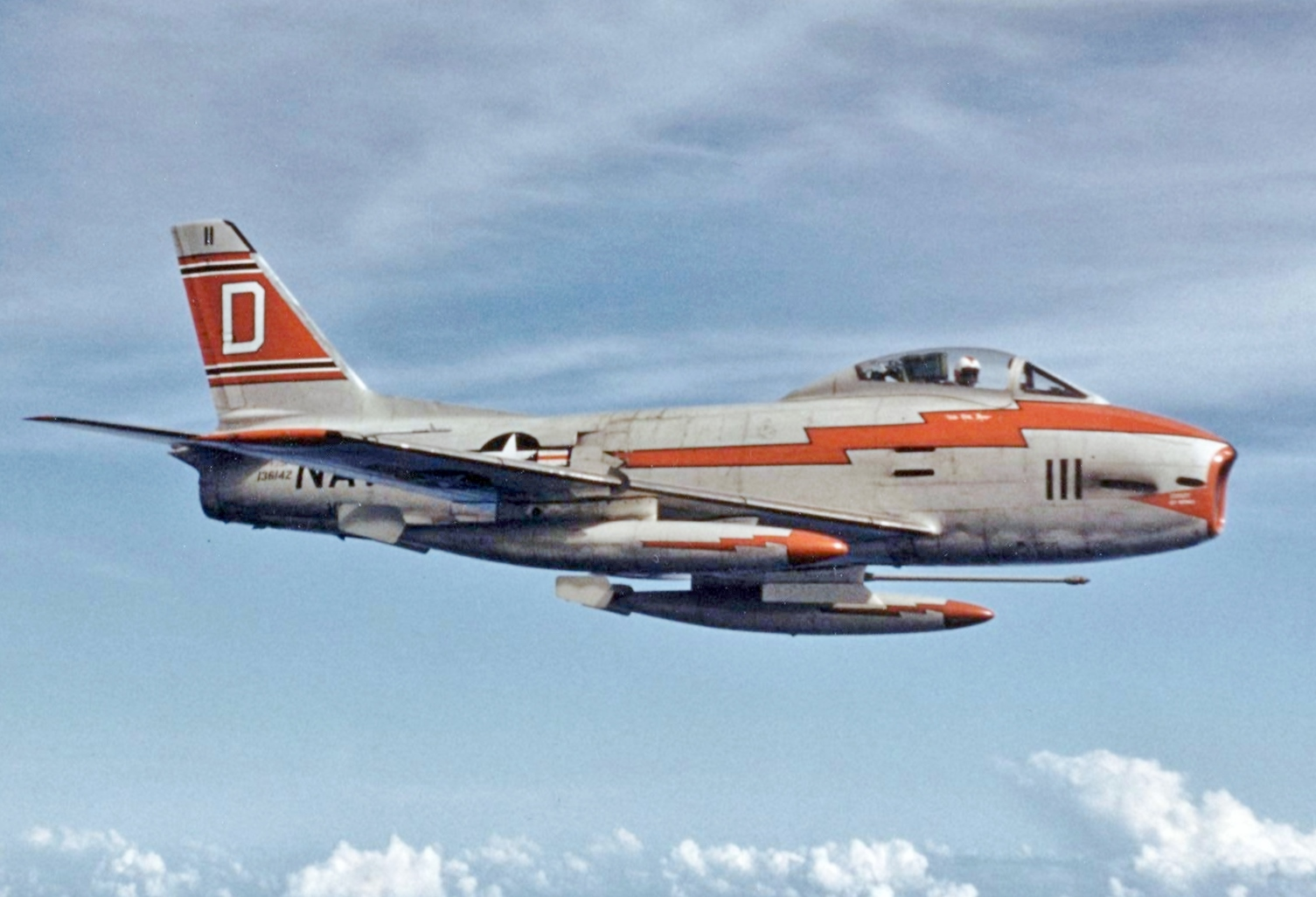
Un FJ-3M Fury in forza al Fighter Squadron VF-121 Peacemakers.

I dati sulle versioni sono tratti da "US Warplanes.net", tranne dove diversamente indicato.
- XFJ-2: due prototipi, codice di fabbrica NA-179, dotati di ala a freccia e motore General Electric J47[2], portati in volo nel 1952;
- FJ-2: serie di duecento esemplari (NA-181) realizzati tra il 1952 ed il 1954 (un ordine per altri 227 velivoli venne cancellato);
- XFJ-2B: prototipo per una versione cacciabombardiere (NA-185) realizzato nel 1951. Non ebbe alcun seguito di produzione in serie;
- XFJ-3: prototipo per una nuova versione da caccia, realizzato mediante la modifica di un FJ-2 (indicato come NA-196), che venne dotato di motore Wright J65-W-2[3];
- FJ-3: terza versione di serie che venne realizzata in due diversi lotti e che differivano tra loro in dettagli non significativi, per un totale di 458 esemplari (389 velivoli NA-194 e 69 della serie NA-215); il motore installato era il Wright J65-W-4[3]. In seguito all'unificazione dei sistemi di designazione dei velivoli, avvenuta nel corso del 1962, questi esemplari vennero successivamente identificati come F-1C;
  - FJ-3D: un esemplare trasformato in piattaforma di controllo per il missile RGM-6 Regulus[3]. Ridesignato DF-1C;
  - FJ-3D2: conversioni (in numero non precisato) di esemplari della serie FJ-3 in piattaforme di controllo per bersagli comandati a distanza[3]. La designazione divenne, a partire dal 1962, DF-1D
- FJ-3M: lotto di ottanta velivoli della serie FJ-3 (serie NA-215) modificati nell'armamento: potevano alloggiare, in piloni subalari (uno per semiala), due missili Sidewinder[3]. Dal 1962 divennero MF-1C.

## Utilizzatori
Stati Uniti
- United States Navy
- United States Marine Corps

### Pubblicazioni
- (EN) Sabres and Furies, in Flight, 15 gennaio 1954,  pp. pagg. 63-66. URL consultato il 16 marzo 2012.